# Aquaventura
Aquaventura è un videogioco d'azione sviluppato e pubblicato dalla Psygnosis per Amiga nel 1992.